# Giuseppe Concone
Giuseppe Concone, italijanski skladatelj in pedagog, * 1810, Torino, Italija, † 1861, Torino.

## Življenje
Bil je organist v torinski katedrali, nato je do leta 1848 živel in deloval v Parizu na konservatoriju kot učitelj solopetja. Danes je najbolj poznan kot avtor pevskega učbenika t. i. Leçons, ki temelji na bel canto tehniki. Številni bodoči solopevci ga še danes uporabljajo. 
Concone je tudi avtor opere Un episodio di San Michele.
1. ↑  data.bnf.fr: platforma za odprte podatke — 2011.
2. 1 2  https://books.google.de/books?id=dsfq_5dFeL0C&pg=PA883&lpg=PA883&dq=Giuseppe+Concone+Juni+1861&source=bl&ots=b-VWwcmGOr&sig=ACfU3U1be_K8PcItban6SWwq9qjtaIM1yg&hl=de&sa=X&ved=2ahUKEwic973Fl5HqAhWC-aQKHZFaDXM4ChDoATAOegQICRAB#v=onepage&q=Giuseppe%20Concone%20Juni%201861&f=false
3. 1 2 3  Archivio Storico Ricordi — 1808.
4. 1 2  Г. Риман Конконе // Музыкальный словарь: Перевод с 5-го немецкого издания — Moskva: Музыкальное издательство П. И. Юргенсона, 1901. — Т. 2. — С. 657.
5. 1 2  Record #116649968 // Gemeinsame Normdatei — 2012—2016.